# Branko Ćopić

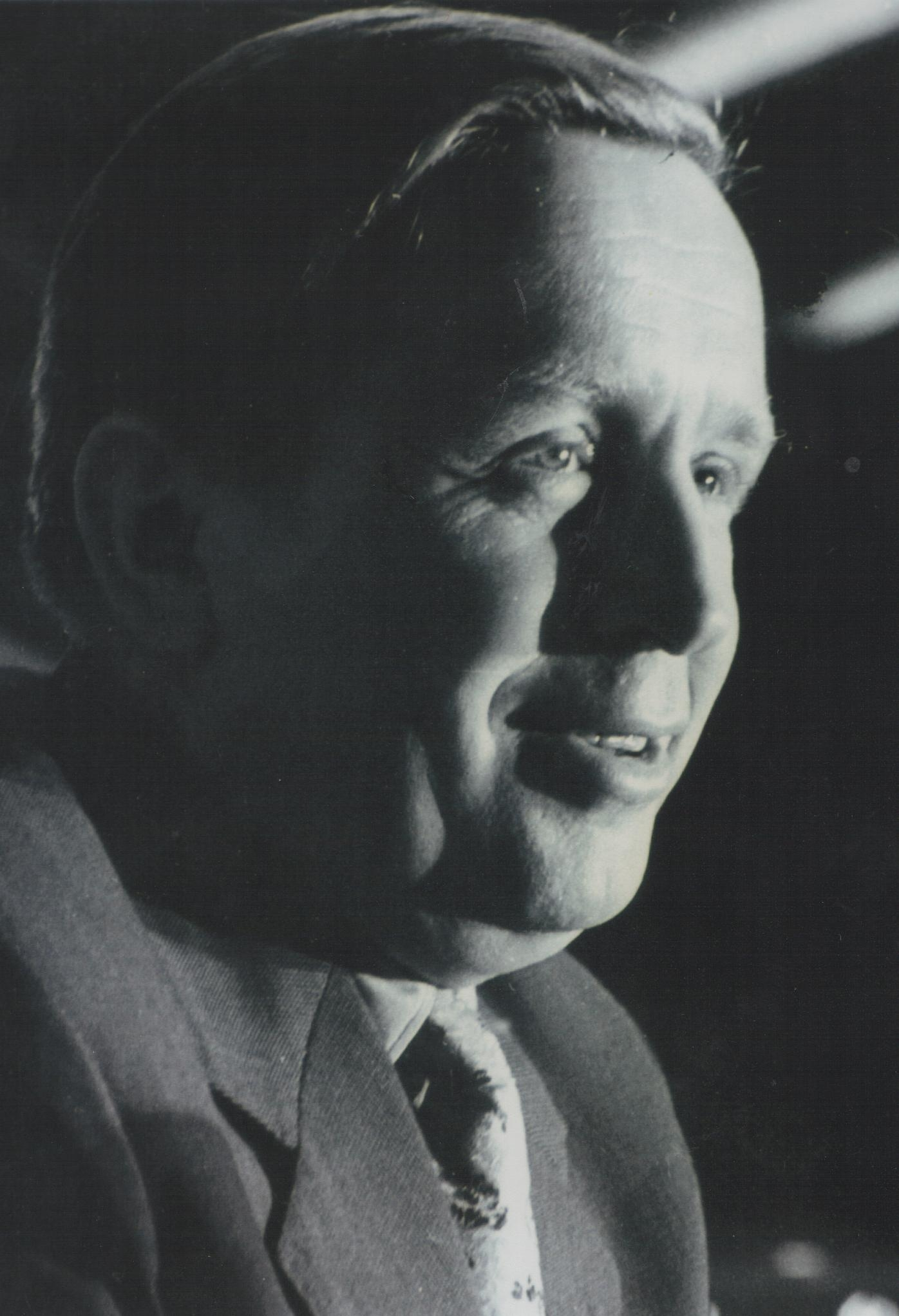
Branko Ćopić

Branko Ćopić auf der ehemaligen bosnischen 50-Pfennig-Banknote

Branko Ćopić, kyrillisch Бранко Ћопић (* 1. Januar 1915 in Hašani, Bosanska Krupa; † 26. März 1984 in Belgrad) war ein jugoslawischer Schriftsteller.

## Leben
Ćopić studierte an der Philosophischen Fakultät der Universität Belgrad. Er schloss sich 1941 den Partisanen an.
In den letzten Tagen seines Lebens war er hospitalisiert. Er setzte seinem Leben durch einen Sprung von der Brücke Brankov most in Belgrad ein Ende.

## Werke
Ćopić begann mit Gedichten und Erzählungen, in denen er das harte Leben der bosnischen Bauern darstellte. Dann wählte er vor allem die Themen des Partisanenkampfes während des Zweiten Weltkrieges und die Probleme der unmittelbaren Nachkriegszeit. Er bedient sich in seinen Romanen eines breiten, chronikartigen Stils. Aufsehen erregte sein Roman Gluvi barut, in dem er sich bemühte, den Kampf zwischen kommunistischen Partisanen und monarchistischen Tschetniks möglichst objektiv darzustellen sowie auch die furchtbare Brutalität dieses Kampfes ungeschönt zu schildern. Seine Werke wurden ins Englische, Deutsche, Französische, Russische und in einige osteuropäische Sprachen übersetzt. 
Sein berühmtestes Werk ist Ježeva kućica (Igels Häuschen).
- Pod Grmečom, Erzählungen 1938
- Borci i bjegunci, Erzählungen 1939
- Planinci, Erzählungen 1940
- Ognjeno rađanje domovine, Gedichte 1944
- Priče partizanske 1944
- Pjesme pionirke 1945
- Pjesme, Gedichte 1945
- Ratnikovo proljeće, Gedichte 1947
- Rosa na bajonetima, Erzählungen 1947
- Vratolomne priče 1947
- Die Mutter aus Drvar, Erzählungen dt. 1947
- Sunčana republika 1948
- Surova škola, Erzählungen 1948
- Armija, odbrana tvoja 1949
- Priče ispod zmajevih krila 1950
- Odabrane ratne pripovjetke, Erzählungen 1950
- Izabrane humorističke priče, Erzählungen 1952
- Dragi likovi, Erzählungen 1953
- Doživljaji Nikoletine Bursaća, Erzählungen 1955 
  - Die ungewöhnlichen Abenteuer des Nikola Bursać. Aus d. Serbokroat. übers. von Ina Jun-Broda. Berlin : Verl. Volk u. Welt, 1961
- Pijetao i mačka 1952
- Prolom, Roman 1952 (dt. Freunde, Feinde und Verräter, 1964)
- Gluvi barut, Roman 1957 (dt. Taubes Pulver)
- Ne tuguj bronzana stražo, Roman 1958 (dt. Sei nicht traurig, eherner Wachtposten, 1968)
- Orlovi rano lete 1959
- Slavno vojevanje 1960
- Bašta sljezove boje, Erzählungen 1969
- Ježeva kućica (dt. Igels Häuschen)

## Nachleben
Branko Ćopić wurde auf der 50-Pfennig-Banknote (50 Фенинга) von Bosnien und Herzegowina abgebildet.